# Partido Democrático Trabalhista de Tonga
O Partido Democrático Trabalhista de Tonga (em inglês: Tongan Democratic Labor Party) é um partido político de Tonga.